# 副露
副露是日本麻將中的一個術語，意思是指鸣牌，因此有副露的情形便不可能是門清，也不可能立直、四暗刻、國士無雙（十三么）、九蓮寶燈、七對子牌型。

## 副露的定義
在牌局進行時，任何做過以下情況即算副露︰
- 吃
- 碰
- 明槓或加槓（暗槓不算）

平時一般都會稱為X副露（X為數字），鸣了一次牌，則稱為1副露。

## 食替
手牌已经有了一个顺子，拿这个顺子的两张去吃另外一张牌，导致顺子的构成发生变化，这种做法叫食替（日语：喰い替え），也叫筋食替（日语：筋喰い替え）。日本麻将馆等地方大多禁止这种做法。但是，很多网络麻将并没有禁止这种做法。
例子：手牌中有345这一个顺子，吃了6后立即切了3。
注：上述情况下，吃了6之后切了其他的牌，然后再下一巡切3是没有问题的。另外，手上有234567这两个顺子，吃了8打了2，变成了345和678这两个顺子，这种做法一般不会视为食替。
另外，有123这个顺子时吃了1打了1，有555这个暗刻时碰了5（不是杠）打了5，这种做法并没有改变顺子或面子的构成，严格来说不是食“替”，但这种做法很多时候也被禁止。特别地，前面说到的“改变顺子构成的食替不被禁止”的网络麻将中，这种“不改变顺子（面子）构成的食替”反而也经常被禁止（123吃了1时，手上剩下的1系统不让打出去）。不过，这种情况下，该巡目下打别的牌，然后在下一巡的摸牌后把被食替的牌打掉，这种做法是允许的。